# A Brit Virgin-szigetek az 1996. évi nyári olimpiai játékokon
A Brit Virgin-szigetek az egyesült államokbeli Atlantában megrendezett 1996. évi nyári olimpiai játékok egyik részt vevő nemzete volt. Az országot az olimpián 2 sportágban 7 sportoló képviselte, akik érmet nem szereztek.

## Atlétika
Férfi
| Greg Rhymer                                              | 800 m           | 1:50,03 | 7. | 48. | kiesett | kiesett | kiesett | kiesett | kiesett | kiesett | kiesett | kiesett |
| Ralston Varlack Keita Cline Willis Todman Mario Todman   | 4 × 100 m váltó | 41,26   | 7. | 29. |         |         |         | kiesett | kiesett | kiesett | kiesett | kiesett |
| Mario Todman Steve Augustine Greg Rhymer Ralston Varlack | 4 × 400 m váltó | 3:17,30 | 6. | 30. |         |         |         | kiesett | kiesett | kiesett | kiesett | kiesett |

| Versenyző   | Versenyszám | Selejtező | Selejtező | Döntő    | Döntő    |
| Versenyző   | Versenyszám | Eredmény  | Helyezés  | Eredmény | Helyezés |
| ----------- | ----------- | --------- | --------- | -------- | -------- |
| Keita Cline | Távolugrás  | 726 cm    | 40.       | kiesett  | kiesett  |

## Vitorlázás
Nyílt
| Versenyző    | Versenyszám | Futam | Futam | Futam | Futam | Futam | Futam | Futam | Futam | Futam | Futam | Futam | Pontszám | Helyezés |
| Versenyző    | Versenyszám | 1     | 2     | 3     | 4     | 5     | 6     | 7     | 8     | 9     | 10    | 11    | Pontszám | Helyezés |
| ------------ | ----------- | ----- | ----- | ----- | ----- | ----- | ----- | ----- | ----- | ----- | ----- | ----- | -------- | -------- |
| Robert Hirst | Laser       | (39)  | 19    | 29    | 17    | 31    | 25    | (32)  | 9     | 20    | 30    | 12    | 192,0    | 25.      |